# Georges Gaudy

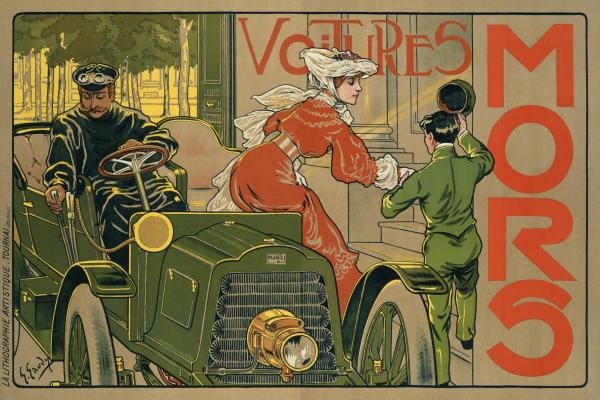
Georges Gaudy - Voitures Mors

Georges Gaudy (Sint-Joost-ten-Node, 1872 - 1940) was een Belgisch graficus en kunstschilder.

## Levensloop
Georges Gaudy was vooreerst illustrator, affichekunstenaar, etser en decorateur. Een bekende affiche van hem is die voor autobanden van het merk Jenatzy (Pneus Jenatzy) uit 1906 met de afbeelding van een sportauto in volle vaart. Hij kwam pas later tot de schilderkunst. Hij schilderde dan landschappen en figuren waarbij hij aanleunde bij het luminisme.
Gaudy was lid van de Société des Aquafortistes Belges en de Cercle Artistique et Littéraire de Bruxelles. Hij had adressen in Brussel en Linkebeek.

## Musea
- Antwerpen, voormalig Museum Vleeshuis
- Gent, voormalig Museum voor Volkskunde